# Кулішівська сільська рада (Недригайлівський район)
Куліші́вська сільська́ ра́да — колишній орган місцевого самоврядування в Недригайлівському районі Сумської області. Адміністративний центр — село Кулішівка.

## Загальні відомості
- Населення ради: 623 особи (станом на 2001 рік)

## Населені пункти
Сільській раді були підпорядковані населені пункти:
- с. Кулішівка
- с. Бродок
- с. Костянтинів

## Склад ради
Рада складалася з 14 депутатів та голови.
- Голова ради: Акімов Валентин Васильович
- Секретар ради: Шульга Валентина Петрівна

### Керівний склад попередніх скликань
| Прізвище, ім'я, по батькові | Основні відомості                                                 | Дата обрання | Дата звільнення |
| --------------------------- | ----------------------------------------------------------------- | ------------ | --------------- |
| Акімов Валентин Васильович  | Сільський голова, 1971 року народження, освіта вища, безпартійний | 26.03.2006   | 31.10.2010      |
| Акімов Валентин Васильович  | Сільський голова, 1971 року народження, освіта вища               | 31.10.2010   |                 |

Примітка: таблиця складена за даними сайту Верховної Ради України